# Maturino de Larchant
Maturino de Larchant, también conocido como Maturino de Sens o simplemente Maturino, era un sacerdote del final del siglo III, fue un exorcista y misionero galorromano bastante ensalzado, y ulteriormente considerado como santo por la iglesia católica. Es venerado como apóstol y patrón de la histórica provincia francesa de Gâtinais, y su festividad se celebra el 1 de noviembre (su fiesta estaba fijada al 9 de noviembre, antes la reforma del calendario litúrgico de 1969), pero también el 3 de noviembre, sobre todo en la diócesis de Meaux y en todas las diócesis de Île-de-France.
La fuente primigénea que menciona a Maturino es el Martirologio de Usuardo, escrito en 875. En el siglo consiguiente, se compuso una biografía de Maturino como tal; aunque su vida es conocida mayormente por su leyenda, escrita hacia el siglo X por frailes de París.

## Hagiografía
Durante varios siglos después de su muerte, parece haber sido ignorado; sin embargo es en 875 donde un monje benedictino de la Abadía de Saint-Germain-des-Prés y fraile en París, llamado Usuardo, siendo figura del Renacimiento carolingio, habla por primera vez de Maturino, siendo su vida aparentemente desconocida hasta ese momento.
Hijo de Marino y Eufemia, Maturino nació en Liricantus (actual Larchant), en Gâtinais, y fue bautizado en secreto por Policarpo de Esmirna a los 12 años. Se convirtió en sacerdote a la edad de 20 años y se hizo cargo de la diócesis cuando el obispo local fue a Roma. Entre sus primeras obras resaltantes, destaca según la leyenda, la realización de diversos milagros, expulsar demonios y calmar a individuos alborotadores o revoltosos. En el desarrollo de todas estas actividades, convirtió a sus propios padres paganos, a la religión, siendo esto notable debido a que el emperador romano Maximiano había ordenado en otrora a su padre, exterminar a todos los cristianos del país. Además se destacó, porque fue él quien bautizó al emperador Constancio Cloro en la fuente de Larchant.
Su gran reputación llevó al emperador Maximiano Hércules a llamarlo a Roma alrededor de 310, para tratar a su hijastra Flavia Maximiana Teodora, que estaba loca y poseída por un espíritu maligno, anhelando pudiera por fin ser curada por el santo.
El demonio que habitaba en el cuerpo de Teodora fue expulsado. Y así, Maturino permaneció unos años en Roma (según cuenta la leyenda, aproximadamente tres años), en donde siempre estuvo al servicio de los cristianos perseguidos y murió allí, específicamente el 1 de noviembre. Fue enterrado en un cementerio romano, sin embargo, Maturino indicó milagrosamente que deseaba ser enterrado en Larchant; su cuerpo fue llevado a Sens y luego a Larchant, donde la leyenda dice que resucitó la noche siguiente a su muerte, y regresó a Larchant para ser enterrado allí.
Era un santo muy popular en la Edad Media, invocado para la cura de los locos y también según la leyenda de las esposas insoportables. En Larchant, una iglesia fue dedicada a él. Fue el lugar de muchas peregrinaciones y acogió a varios reyes de Francia: Luis XI de Francia, Francisco I de Francia y Enrique IV de Francia.

## Veneración
Las reliquias de Maturino se conservaban en la Basílica de Saint-Mathurin, Larchant, así como en la iglesia de Saint-Mathurin en París, situada en el Barrio Latino. Saint-Mathurin de Larchant, propiedad del cabildo de Notre-Dame de París desde 1005, fue reconstruida a principios de 1153, y la iglesia se convirtió en un popular lugar de peregrinación, como recordaba Harry Bailey, anfitrión del Tabardo de Los cuentos de Canterbury de Chaucer, al jurar «por ese precioso corpus madriano». Tanto Luis XI como Enrique IV visitaron la iglesia. La novelista americana Patricia Highsmith en su obra El niño que siguió a Ripley (1980), describe como los dos personajes principales visitan la basílica de camino a una excursión al bosque de Fontainebleau.
El culto a Maturino se popularizó durante la Edad Media. Se le invocaba contra las 
enfermedades mentales y la infertilidad, y la facultad de medicina de la Universidad de París guardaba su gran sello en la iglesia de Saint-Mathurin. Debido a su asociación con la locura y las enfermedades mentales, también se convirtió en el santo patrón de los actores cómicos, bufones y payasos. También fue el santo patrón de los marineros (en Gran Bretaña), de los hojalateros (en París) y de los fontaneros.
En Francia, los frailes de la Orden Trinitaria eran conocidos como “Mathurins”; esto se debe a que los trinitarios estuvieron radicados en la iglesia de Saint-Mathurin en París desde 1228 en adelante.
Muchas reliquias hoy día fueron destruidas por los hugonotes o Religionnaires, en los enfrentamientos civiles derivados de las guerras de religión entre el reino de Francia y el reino de Navarra durante la segunda mitad del siglo XVI. 

## Patrocinio
Maturino es el patrón de:
- Enfermos mentales
- Personas con trastornos neurológicos
- Personas con enfermedades óseas o articulares
- Payasos
- Marineros, en Bretaña
- Alfareros de hojalata, en París

## Culto a San Maturino en Francia

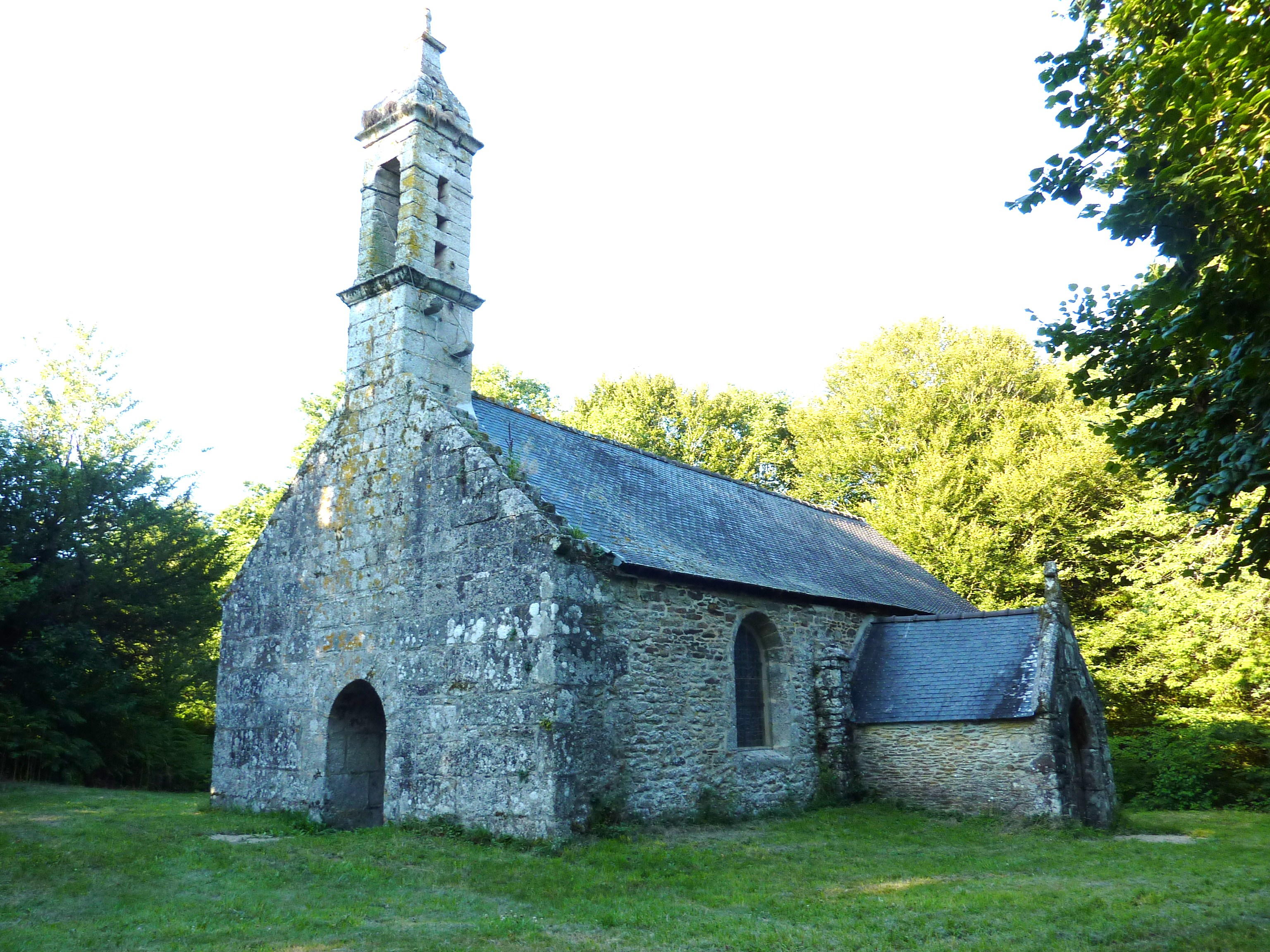
Capilla Saint-Mathurin de Plouyé

Numerosas iglesias y capillas están consagradas hoy día en Francia a San Maturino. Entre ellas:
- La basílica de Saint-Mathurin de Larchant (Sena y Marne) inscrita en los monumentos históricos donde el culto se asocia con un ritual troménie.

- Haute-Epine (Oise): Iglesia de Saint-Mathurin, siglo XVI.

- La Mailleraye-sur-Seine (Sena Marítimo): iglesia de Saint-Mathurin de Guerbaville, que data del siglo XVI y catalogada como monumento histórico.

- Moncontour (Côtes-d'Armor): iglesia de Saint-Mathurin, siglo XVI.

- Montignac-Charente (Charente): iglesia de Saint-Mathurin de Chebrac, que data del siglo XII.

- Plouyé (Finisterre): capilla de Saint-Mathurin, reconstruida en el siglo XIX.

- Plourin-lès-Morlaix (Finisterre): capilla de Saint-Mathurin, que data del siglo XVIII.

## Lugares que llevan este nombre
En Francia :

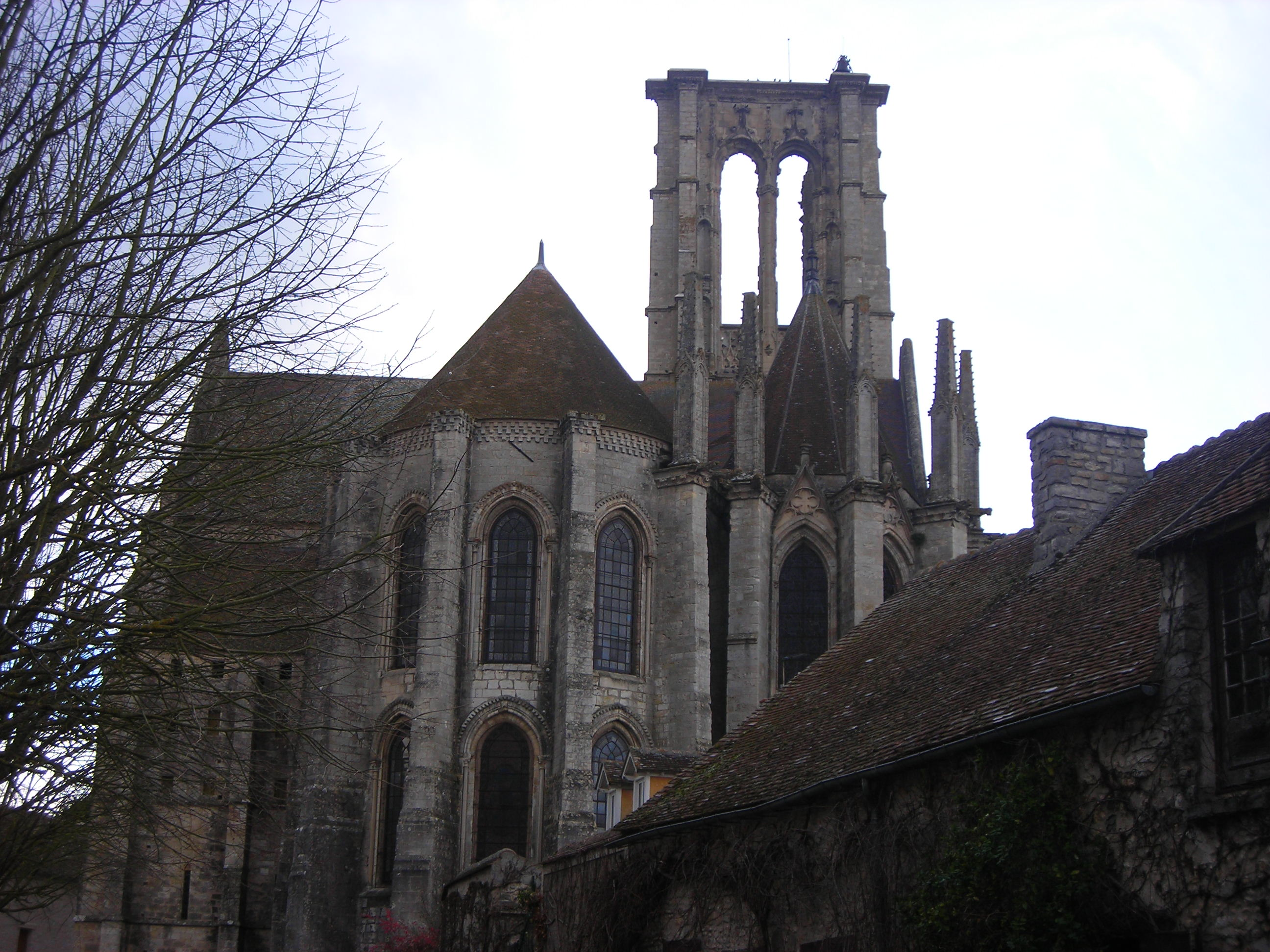
Iglesia de San Maturino en Larchant

- Camps-Saint-Mathurin-Léobazel (Corrèze)
- Saint-Mathurin-sur-Loire (Maine y Loira)
- Saint-Mathurin (Vendée)

En Venezuela :
- Municipio Maturín (Monagas)
- Barrio San Maturín (Maturín - Monagas)